# Uścimów (gemeente)
De gemeente Uścimów is een landgemeente in het Poolse woiwodschap Lublin, in powiat Lubartowski.
De zetel van de gemeente is in Uścimów (tot 30 december 1999 Stary Uścimów genoemd).
Op 30 juni 2004 telde de gemeente 3379 inwoners.

## Oppervlakte gegevens
In 2002 bedroeg de totale oppervlakte van gemeente Uścimów 108,61 km², waarvan:
- agrarisch gebied: 64%
- bossen: 20%

De gemeente beslaat 8,42% van de totale oppervlakte van de powiat.

## Demografie
Stand op 30 juni 2004:
| Omschrijving                   | Totaal | Totaal | Vrouwen | Vrouwen | Mannen | Mannen |
| ------------------------------ | ------ | ------ | ------- | ------- | ------ | ------ |
| eenheid                        | aantal | %      | aantal  | %       | aantal | %      |
| inwoners                       | 3379   | 100    | 1699    | 50,3    | 1680   | 49,7   |
| bevolkingsdichtheid (inw./km²) | 31,1   | 31,1   | 15,6    | 15,6    | 15,5   | 15,5   |

In 2002 bedroeg het gemiddelde inkomen per inwoner 1336,36 zł.

## Plaatsen
Drozdówka, Głębokie, Głębokie-Kolonia, Gościniec, Jedlanka, Kosów, Krasne, Krasne-Kolonia, Krzywe, Maśluchy, Nowa Jedlanka, Nowy Uścimów, Ochoża, Orzechów-Kolonia, Podleśna, Rudka, Rudka Starościańska, Ryczka, Stara Jedlanka, Uścimów, Uścimów-Kolonia.

## Aangrenzende gemeenten
Dębowa Kłoda, Ludwin, Ostrów Lubelski, Parczew, Sosnowica